# حزم عقيلة
حزم عقيلة مستوطنة قديمة تقع في الخرج وسط المملكة العربية السعودية.

## الاستكشاف
يقع الموقع المعروف بالرقم (26 / 207) في سجلات وكالة الآثار والمتاحف السعودية على بعد 2.5 كم من تقاطع طريق القطار مع الخط المسفلت المتجه إلى حرض. وقد اكتشف الموقع عام 1398 هـ الموافق 1978م بوساطة فريق آثاري من وكالة الآثار والمتاحف.
في عام 1408 هـ الموافق 1988م تمت زيارة الموقع٬ ومسح سطحه٬ وأجريت حفرية آثارية تمثلت في حفر غرفة إلى أرضيته. ويظهر أن الموقع يمثل مستوطنة قديمة لا علم لسكان محافظة الخرج الحاليين بها، إذ لم يكن أحد يعرف شيئًا عنها عند السؤال عنها في ذلك العام٬ وعندما تم مسحها من قِبل فريق وكالة الآثار والمتاحف كانت جدرانها مطمورة بالأتربة والرمال وانهيارات مبانيها الطينية٬ حيث ظهرت على شكل تلال آثارية. وقد لا يكون بالإمكان تحديد حجم هذه المستوطنة نظرًا إلى اختفائها تحت الرمال وتعرضها للتخريب الحديث٬ فإلى الغرب منها توجد صوامع الغلال التي جرفت جزءًا من الموقع٬ وإلى الجنوب يوجد خط الرياض - حرض الذي قسم الموقع إلى جزأين وغطى الجزء الثالث٬ وإلى الشرق تقوم مزارع حديثة جاءت على جزء من الموقع٬ وفي النهاية أصبح الموقع برمته مزرعة وجرف بالجرّافات. ويبدو أن اسم الموقع حديث٬ ويتكون من جزأين الأول (حزم) ويعني الأرض المرتفعة الغليظة الخشنة٬ والثاني (عقيلة) ويعني البئر قريبة الماء قصيرة الرشا٬ ولذلك يبدو أن الاسم مستحدث من طبيعة المكان٬ أما إن كانت (عقيلة) تعني قبيلة عقيلة التي هي فرع من سنجار من شمر فالاسم عندئذ يكون مضافًا إلى هذا الفرع من تلك القبيلة، وبهذا يكون حديث العهد.

## الآثار
يلاحظ من الملتقطات السطحية أن الموقع على درجة من التقدم حيث تظهر المشغولات الفخارية بكثافة كبيرة٬ وكذلك بقايا الأواني الزجاجية٬ وأواني مصنوعة من الحجر الصابوني. في ضوء الحفرية التي أجريت عام 1408 هـ الموافق 1988م اتضح أن الموقع يتكون من وحدات معمارية استخدم في بنائها الطوب الطيني. وتظهر الجدران بسماكة جيدة تصل إلى المتر في عرضها. وبلغ عمق ما تبقى من الغرفة نحو مترين. وتظهر بقايا طبقة جصية على الجدران والأرضية، ما يدل على ممارسة تبطين أرضيات الغرف وجد ارنها بتلك المادة التي تساقطت٬ فلم يبق منها إلا القليل.
جاء من الموقع عدد من المواد الآثارية المنقولة وأكثرها وفرة الأواني الفخارية التي تتنوع في مادة الصناعة وتقنيتها إلى جانب تنوعها الشكلي، فتوجد مجموعة من الأواني الفخارية العادية المتنوعة في عجينتها٬ فمنها العجينة الحمراء٬ والخضراء٬ والبنية. كما تظهر فيه أشكال أوان متنوعة مثل الطاسات٬ والجرار٬ والصحون. وتظهر على هذه الأنواع زخارف محزوزة بعناصر متنوعة أشهرها الخطوط المنفرجة. وهناك مجموعة من الأواني المزججة التي جاءت منها كِسر تدل على وجود أواني مزججة باللون الأخضر٬ وأواني مزججة باللون الأزرق الفاتح٬ وأواني مزججة باللون الأبيض. هناك مجموعة من الأواني مطلية بالدهان الذي يظهر على هيئة بطانة قد تكسو الإناء من الداخل٬ وقد تقتصر على السطح الخارجي له٬ وقد تكون على السطحين معًا وهذا قليل. وتظهر طبقة الدهان باللون الأحمر٬ أو البني المائل إلى السواد٬ كما توجد مجموعة من الأواني مبطنة بطبقة شبيهة بالقار٬ إن لم تكن قارًا بالفعل .

## فترة الاستيطان
يمثل موقع حزم عقيلة فترة استيطان في محافظة الخرج٬ وإن كانت الدلائل الحاضرة تشير إلى أنه سابق على ظهور الإسلام، فعمارة الموقع٬ والأواني الفخارية٬ وانقطاع المعرفة بالموقع من قِبل السكان الحاليين٬ بالإضافة إلى وجوده في الجهة الشرقية لوادي الخرج التي ربما كانت نقطة الانطلاق لاجتياز صحراء الدهناء٬ تشير إلى قدم استيطان الموقع.